# Isidor Philipp
Isidor Philipp, także Isidore (ur. 2 września 1863 w Peszcie, zm. 20 lutego 1958 w Paryżu) – francuski pianista i pedagog pochodzenia węgierskiego.

## Życiorys
Od trzeciego roku życia mieszkał we Francji. Studiował w Konserwatorium Paryskim u Georges’a Mathiasa i Camille’a Saint-Saënsa, studia ukończył w 1883 roku z pierwszą lokatą. Uczył się też prywatnie u Stephena Hellera i Théodore’a Rittera. Jako pianista debiutował w Paryżu w 1880 roku, wykonując Koncert fortepianowy e-moll Fryderyka Chopina. W 1890 roku założył wspólnie z Henri Berthelierem i Jules’em Loebem trio fortepianowe. Przyjaźnił się z Claude’em Debussym i był wykonawcą wielu jego utworów. W latach 1903–1934 był wykładowcą Konserwatorium Paryskiego. Od 1921 do 1933 roku uczył też w American Conservatory w Fontainebleau. Do jego uczniów należeli Albert Schweitzer, Beveridge Webster i Guiomar Novaes. Był wiceprzewodniczącym jury III Międzynarodowego Konkursu Pianistycznego im. Fryderyka Chopina (1937).
Po ataku Niemiec na Francję w 1940 roku uciekł do Szwajcarii, skąd w 1941 roku wyjechał do Stanów Zjednoczonych. Wykładał w Nowym Jorku i Montrealu. Po raz ostatni wystąpił publicznie jako pianista w Nowym Jorku w 1955 roku, wykonując wraz z Johnem Corigliano Sonatę skrzypcową Césara Francka. W 1956 roku wrócił do Francji.
Był autorem utworów pedagogicznych, m.in. Exercises journaliers, École d’octaves, Problèmes techniques, Études techniques basées sur une nouvelle manière de travailler i La gamme chromatique. Komponował drobne utwory fortepianowe. Opracowywał też aranżacje fortepianowe utworów m.in. Felixa Mendelssohna, J.S. Bacha i Saint-Saënsa. Współpracował jako krytyk muzyczny z czasopismem Le Ménestrel.